# Sowrand
Sowrand (persiska: سورند, Sūrand) är en ort i Iran.   Den ligger i provinsen Khorasan, i den östra delen av landet, 800 km öster om huvudstaden Teheran. Sowrand ligger 1 919 meter över havet och antalet invånare är 144.
Terrängen runt Sowrand är lite bergig. Runt Sowrand är det glesbefolkat, med 12 invånare per kvadratkilometer. Närmaste större samhälle är Pīshbar, 10,8 km nordväst om Sowrand. Omgivningarna runt Sowrand är i huvudsak ett öppet busklandskap.